# Gary Hug
Gary Hug   (29 d'octubre de 1950) és un astrònom nord-americà, descobridor d'estels i asteroides, que treballa a l'observatori astronòmic Farpoint. Entre 1998 i 2010 va trobar en un total de 209 asteroides, 47 dels quals van ser descoberts juntament amb altres astrònoms com Graham E. Bell.